# كامل أسلان
كامل أسلان (بالتركية: Kemal Aslan)‏ (24 أكتوبر 1981 بعنتاب في تركيا - ) هو لاعب كرة قدم تركي في مركز الوسط. شارك مع منتخب تركيا تحت 19 سنة لكرة القدم ومنتخب تركيا تحت 21 سنة لكرة القدم. أما مع النوادي، فقد لعب مع أضنة سبور وبورصا سبور وتشايكور ريزه سبور ودنيزلي سبور وغازي عنتاب بي.بي.كي وغازي عنتاب سبور ونادي فنربخشة وكوجالي سبور.

## وصلات خارجية
- كامل أسلان على موقع اتحاد تركيا (لاعب) (الإنجليزية)
- كامل أسلان على موقع قاعدة بيانات كرة القدم.إي يو (الإنجليزية)
- كامل أسلان على موقع Soccerway.com (الإنجليزية)
- كامل أسلان على موقع عالم كرة القدم.نت (الإنجليزية)